# Станіслав Конарський
Станіслав Конарський (пол. Stanisław Konarski, 30 вересня 1700 — 3 серпня 1773, Варшава) — польський письменник, реформатор освіти, поет, драматург часів Речі Посполитої.

## Життєпис

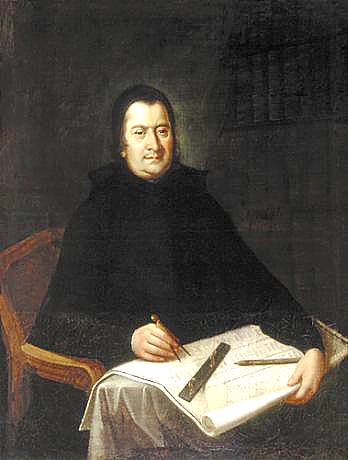
Станіслав Конарський

Походив із збіднілої шляхетської родини Конарських гербу Гриф. Народився у 1700 році містечку Жарчице-Дуже (тепер село, Свентокшиське воєводство). Батько — Єжи Конарський, каштелян завихостський. Мати — дружина батька Гелена з Чермінських.
Рано втратив батьків, його узяв під опіку вуйко Антон Чермінський — каштелян завихостський. У 1709 році став навчатися у коледжі ордену піарів у м. Пйотркув, який у 1715 році закінчив. Вступає до ордену піарів та перебирається до монастиря цього ордену у м. Подолінець (сучасна Словаччина). Тут вивчає гуманітарні науки, філософію, риторику, поезію.
У 1722 році Конарського відправляють до Варшави як вчителя поетики й риторики у місцевий коледжу ордену піарів. В цій роки починається складати перші свої твори. У 1725—1727 роках навчався у Collegium Nazarenum у Римі. Після цього викладав тут риторику. Після цього продовжив навчання у Франції, Німеччині та Австрії.
По поверненню до Речі Посполитої у 1732 році розпочав роботу на зібранням конституцій та законів Сейму — Volumina Legum. Під час війни за польську спадщину підтримав Станіслава Лещинського. Після поразки останнього на деякий час залишив Польщу й перебрався до Франції. Тут він ознайомився із ідеями Французького Просвітництва. По поверненню на батьківщину став їх натхненим поширювачем у Польщі. У 1736—1740 роках викладав у Ряшеві. У 1740 році заснував у Варшаві навчальний заклад «Collegium Nobilium».
У 1747 році заснував у Варшаві державно-довідкову бібліотеку, що стала першою в Європі. В подальшому провів реформу освіти в навчальних закладах ордену піарів, завершивши її у 1755 році, впроваджуючи в програму навчання польську та іноземні мови (викладання велося на латині), приділяючи особливу увагу природничим і точним наукам, географії та історії.
Надалі приділяв усю свою увагу поширенню просвітницьких ідей, реформуванню освіти, літературній діяльності. Помер 1773 року у Варшаві.

## Творчість
В його доробку є політичний трактат «Про дієвий спосіб проведення нарад» у 4 томах (1760—1763 роки), де поряд з критикою магнатського всевладдя та проектом перебудови сейму, автор вимагав повного скасування liberum veto. також Конарський тут відстоював ідею освіченого абсолютизму. також цікавим є трактат «Розмова про те, від чого залежить благо й щастя Республіки» (1757 рік).
С.Конарський виступав за чистоту польської мови, продовження ренесансних традицій, звернення до поетики класицизму. Був автором численних латинських віршів на політичні та суспільні («Консул і понтифік»), релігійні (елегії у 3 книгах на честь Діви Марії). Частина увійшла до збірок «Усі вірші», що вийшла у 1778 році (після смерті автора).
Також створив першу в Польщі трагедію у русі класицизму — «Трагедія Епамінонда» 1756 року, де античний сюжет використовується для втілення сучасної проблематики: конфлікт мислячої особистості з догматами застарілого механізму влади. До того ж відомий своїми перекладами французьких драматургів та письменник — П.Корнеля, Ж.Расіна, Вольтера.

## Вшанування

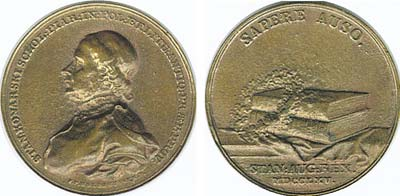
Медаль на честь С. Конарського

- На честь С. Конарського вибито медаль з написом «Той, хто насмілився мислити».
- Погруддя роботи Тадеуша Блотницького у Кракові перед костелом піярів.
- Школа на вул. Пйотра Скарги, 1 (тепер вул. Опільського), вулиця (тепер Грушевського[3]) у Тернополі.